# Belfort (California)
Belfort è una area non incorporata nella Contea di Mono in California. Si trova a 8,5 miglia ad est-nordest di Fales Hot Springs ad un'altezza di 10210 piedi, pari a 3112 m.